# Middellandse Zeespelen 2018
De Middellandse Zeespelen 2018 vormden de achttiende editie van de Middellandse Zeespelen. Ze werden gehouden van 22 juni tot en met 1 juli 2018. De gaststad was Tarragona in Spanje.
Oorspronkelijk stonden de Spelen gepland voor 2017, de traditionele vierjaarlijkse cyclus volgende. Echter, in november 2016 kondigde het organisatiecomité aan dat de Spelen werden uitgesteld tot 2018, als gevolg van financieringsmoeilijkheden.
Het was voor de derde keer in de geschiedenis dat Spanje de Middellandse Zeespelen organiseerde. Eerder was Barcelona organisator van de Middellandse Zeespelen 1955 en organiseerde Almería de Spelen in 2005.

## Keuze
Op 15 oktober 2011 maakte het Internationaal Comité van de Middellandse Zeespelen bekend welke stad de Spelen mocht organiseren. De gaststad werd gekozen in Mersin, gaststad van de Spelen in 2013. Twee kandidaten hadden zich aangemeld: het Spaanse Tarragona en het Egyptische Alexandrië, dat de allereerste Middellandse Zeespelen organiseerde in 1951. Tarragona haalde het uiteindelijk met de kleinst mogelijke meerderheid: 36 tegen 34.
| Stad       | Eerste ronde |
| Tarragona  | 36           |
| Alexandrië | 34           |

## Sporten

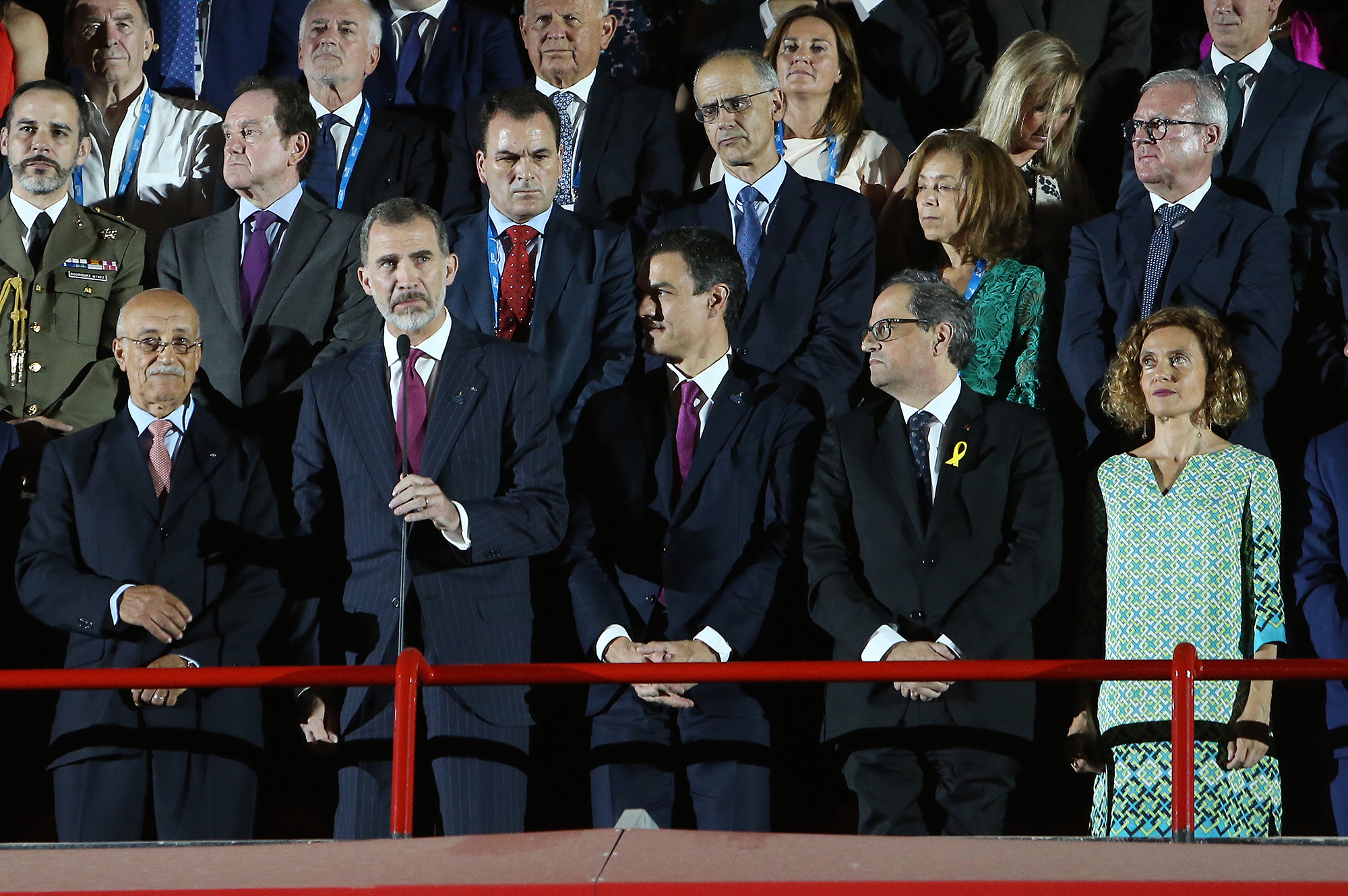
Felipe VI van Spanje opent de Middellandse Zeespelen 2018

Op deze Spelen stonden er 29 sporten op het programma, drie meer dan vijf jaar eerder. Naast de 26 sporten die in 2013 beoefend werden, stonden golf en paardensport voor het eerst sedert 2009 terug op het programma. Triatlon stond voor het eerst op het programma van de Middellandse Zeespelen.
| Atletiek Badminton Basketbal Bocce Boksen Boogschieten Gewichtheffen Golf Gymnastiek Handbal | Judo Kanovaren Karate Paardensport Roeien Schermen Schietsport Taekwondo Tafeltennis Tennis | Triatlon Voetbal Volleybal Waterpolo Waterskiën Wielersport Worstelen Zeilen Zwemmen |

## Medaillespiegel
| Plaats | Land                  | Goud | Zilver | Brons | Totaal |
| 1      | Italië                | 56   | 55     | 45    | 156    |
| 2      | Spanje                | 38   | 40     | 44    | 122    |
| 3      | Turkije               | 31   | 25     | 39    | 95     |
| 4      | Frankrijk             | 28   | 31     | 40    | 99     |
| 5      | Egypte                | 18   | 11     | 16    | 45     |
| 6      | Griekenland           | 12   | 14     | 21    | 47     |
| 7      | Servië                | 12   | 11     | 9     | 32     |
| 8      | Marokko               | 10   | 7      | 7     | 24     |
| 9      | Kroatië               | 9    | 5      | 3     | 17     |
| 10     | Tunesië               | 6    | 13     | 13    | 32     |
| 11     | Slovenië              | 4    | 9      | 23    | 36     |
| 12     | Cyprus                | 4    | 2      | 2     | 8      |
| 13     | Portugal              | 3    | 8      | 13    | 24     |
| 14     | Kosovo                | 3    | 1      | 0     | 7      |
| 15     | Algerije              | 2    | 4      | 7     | 13     |
| 16     | Syrië                 | 2    | 2      | 3     | 7      |
| 17     | Macedonië             | 2    | 1      | 3     | 6      |
| 18     | San Marino            | 2    | 0      | 0     | 2      |
| 19     | Bosnië en Herzegovina | 1    | 1      | 3     | 5      |
| 20     | Albanië               | 1    | 1      | 0     | 2      |
| 21     | Montenegro            | 0    | 2      | 2     | 4      |
| 22     | Monaco                | 0    | 2      | 0     | 2      |
| 23     | Libanon               | 0    | 1      | 0     | 1      |
| 24     | Malta                 | 0    | 0      | 1     | 1      |
| Totaal | Totaal                | 244  | 246    | 294   | 784    |

## Deelnemende landen
Er namen 26 landen deel aan deze Middellandse Zeespelen. Kosovo werd in 2015 toegelaten als nieuwe lidstaat, twee jaar later volgde Portugal. Andorra en Libië waren de enige landen die geen medailles wisten te veroveren.
- Albanië
- Algerije
- Andorra
- Bosnië en Herzegovina
- Cyprus
- Egypte
- Frankrijk
- Griekenland
- Italië

- Kosovo
- Kroatië
- Libanon
- Libië
- Macedonië
- Malta
- Marokko
- Monaco
- Montenegro

- Portugal
- San Marino
- Servië
- Slovenië
- Spanje
- Syrië
- Tunesië
- Turkije